# Varma
Varma är en finländsk isbrytare som tjänstgjorde mellan 1968 och 1993. Fartyget har två finländska systerfartyg (Tarmo och Apu), samt två svenska (Tor och Njord).